# Afrikaanse dwergspecht
De Afrikaanse dwergspecht (Verreauxia africana) is een vogel uit de familie Picidae (spechten). De vogel werd in 1855 door de gebroeders Verreaux beschreven als Sasia africana. Een jaar later plaatste Gustav Hartlaub de vogel in het monotypische geslacht Verreauxia (PM:ook een geslachtsnaam van een  West-Australische bedektzadige plant). Dit vond weinig navolging tot Shakya et al. (2017) op grond van moleculair genetisch onderzoek aantoonden dat plaatsing in een apart geslacht verdedigbaar was.

## Kenmerken
Het is een gedrongen vogel van 9 tot 10 centimeter, met een kort staartje. Deze dwergspecht is van onder egaal grijs en van boven olijfkleurig groen en een rode, naakte huid rond het oog.

## Verspreiding en leefgebied
Deze soort komt voor van Sierra Leone tot Ghana, van Kameroen tot westelijk Oeganda, centraal Congo-Kinshasa en noordelijk Angola.